# Incrupila
Incrupila is een geslacht van schimmels behorend tot de familie Hyaloscyphaceae. De typesoort is Incrupila aspidii.

## Soorten
Volgens Index Fungorum telt het geslacht 12 soorten (peildatum maart 2023):
| Soortnaam                                | Auteur(s)                          | Publicatiejaar |
| ---------------------------------------- | ---------------------------------- | -------------- |
| Incrupila acanthonitschkeae              | (E.K. Cash & R.W. Davidson) Raitv. | 1970           |
| Incrupila alatavica                      | Raitv.                             | 1981           |
| Incrupila aspidii (Varenkorsthaarkelkje) | (Lib.) Raitv.                      | 1970           |
| Incrupila calcea                         | Raitv. & R. Galán                  | 1994           |
| Incrupila crystallophora                 | (Nograsek & Matzer) Raitv.         | 2004           |
| Incrupila dennisii                       | (E. Müll.) E. Müll.                | 1977           |
| Incrupila isabellina                     | Raitv. & R. Galán                  | 1994           |
| Incrupila kondarensis                    | Raitv.                             | 1981           |
| Incrupila lignicola                      | Raitv.                             | 1998           |
| Incrupila melatheja                      | (Fr.) Dennis                       | 1978           |
| Incrupila narynica                       | Raitv.                             | 1981           |
| Incrupila sulphurea                      | (Velen.) Svrček                    | 1985           |